# Peace Uzoamaka Nnaji
PEace Uzoamaka Nnaji được sinh ra tại bang Enugu vào ngày 28 tháng 12 năm 1952. Bà được bầu lần đầu tiên trên nền tảng của Đảng Dân chủ Nhân dân vào năm 2007 và đã có lần thứ hai vào năm 2011 tại Hạ viện Nigeria.

## Giáo dục
Bà có bằng Cao đẳng về Công tác xã hội từ Đại học Nigeria, Nsukka 

## Sự nghiệp chính trị
Nnaji lần đầu tiên được bầu vào Hạ viện Nigeria năm 2007 và được bầu lại vào năm 2011.
Bà đại diện cho Nkanu East/Nkanu West tại Hạ viện từ ngày 29 tháng 5 năm 2011 - ngày 29 tháng 5 năm 2015 
Nnaji được Vanguard nhắc đến như một trong những "Phụ nữ sẽ định hình Quốc hội thứ bảy". Trong bài báo, bà đã thảo luận về việc muốn "khai thác kinh nghiệm lập pháp của mình để thu hút nhiều dự án hơn vào khu vực bầu cử và các sự kiện [hình dạng] trong Nhà".
Bà được bổ nhiệm làm Uỷ viên về các vấn đề giới và phát triển xã hội cho bang Enugu năm 2015.